# Classe Essex
A Classe Essex identifica um grupo de porta-aviões CV (Aircraft Carrier), da Marinha dos Estados Unidos da América.

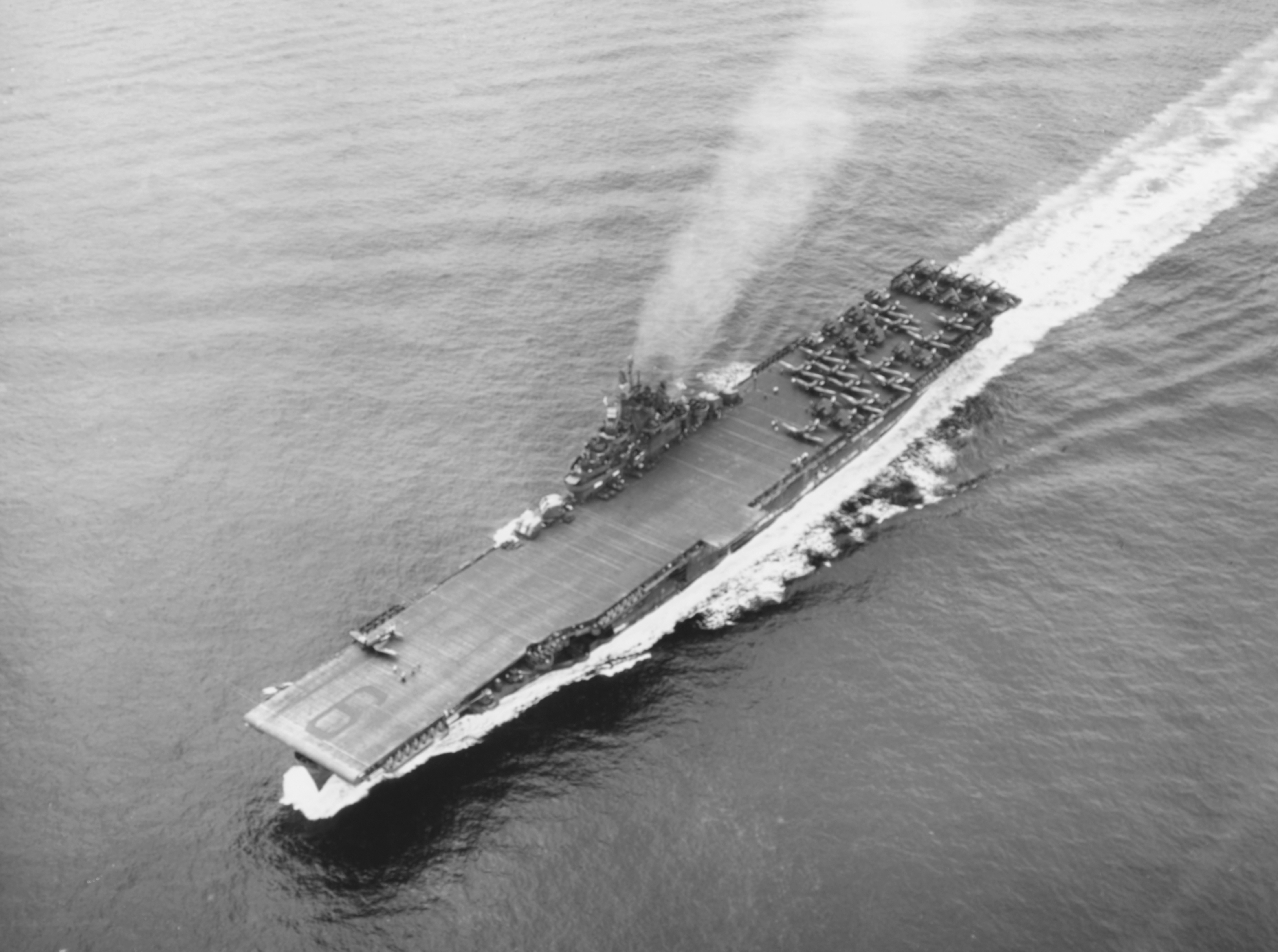
USS Essex (CV-9), navio líder de sua classe (1945).

A classe foi composta por 26 navios incluindo a sub-classe Ticonderoga, que foram construídos durante a Segunda Guerra Mundial.

## Navios da Classe
Fonte: history.navy.mil
| Nº de amurada                                                                 | Nome              | Entrada em serviço | Comprimento do casco | Destino |
| ----------------------------------------------------------------------------- | ----------------- | ------------------ | -------------------- | --- |
| CV-9                                                                          | Essex             | 1942               | 266 m (873 ft)       | Vendido como sucata em 1 de junho de 1973 para o "Serviço de Reutilização da Defesa e Marketing (DRMS)".                              |
| CV-10                                                                         | Yorktown          | 1943               | 266 m (873 ft)       | Transformado como museu flutuante desde 13 de outubro de 1975 em Charleston, Estados Unidos da América.                               |
| CV-11                                                                         | Intrepid          | 1943               | 266 m (873 ft)       | Transformado em museu flutuante em Nova York desde 1982.                                                                              |
| CV-12                                                                         | Hornet            | 1943               | 266 m (873 ft)       | Retirado de serviço em 1989. Foi doado e transformado em museu flutuante em maio de 1998 pela fundação "The Aircraft Carrier Hornet". |
| CV-13                                                                         | Franklin          | 1944               | 266 m (873 ft)       | Vendido como sucata em 10 de outubro de 1964.                                                                                         |
| CV-16                                                                         | Lexington         | 1943               | 266 m (873 ft)       | Retirado de serviço e transformado em um museu no Texas, Estados Unidos da América .                                                  |
| CV-17                                                                         | Bunker Hill       | 1943               | 266 m (873 ft)       | Foi transformado em navio de testes, utilizado na baía de San Diego entre novembro de 1966 até novembro de 1972, desmontado em 1973.  |
| CV-18                                                                         | Wasp              | 1943               | 266 m (873 ft)       | Foi entregue ao "Serviço de Reutilização da Defesa e Marketing (DRMS)", desmontado em 21 de maio de 1973.                             |
| CV-20                                                                         | Bennington        | 1944               | 266 m (873 ft)       | Desmontado |
| CV-31                                                                         | Bon Homme Richard | 1944               | 266 m (873 ft)       | Desmontado em 4 de fevereiro de 1992.                                                                                                 |
| Sub-classe Ticonderoga conhecida em inglês como "Essex class long-hull group" |                   |                    |                      | |
| CV-14                                                                         | Ticonderoga       | 1944               | 271 m (889 ft)       | Desmontado em setembro de 1975 |
| CV-15                                                                         | Randolph          | 1943               | 271 m (889 ft)       | Desmanchado em maio de 1975 |
| CV-19                                                                         | Lexington         | 1943               | 271 m (889 ft)       | Desmanchado em setembro de 1976 |
| CV-21                                                                         | Boxer             | 1943               | 271 m (889 ft)       | Desmanchado em fevereiro de 1971 |
| CV-32                                                                         | Leyte             | 1944               | 271 m (889 ft)       | Desmanchado em março de 1970 |
| CV-33                                                                         | Kearsarge         | 1944               | 271 m (889 ft)       | Desmanchado em fevereiro de 1974 |
| CV-34                                                                         | Oriskany          | 1944               | 271 m (889 ft)       | Afundado e transformado em coral artificial no Golfo do México em maio de 2006                                                        |
| CV-35                                                                         | Reprisal          | 1944               | 266 m (873 ft)       | Desmanchado ainda em construção em novembro de 1949                                                                                   |
| CV-36                                                                         | Antietam          | 1943               | 271 m (889 ft)       | Desmanchado em fevereiro de 1974 |
| CV-37                                                                         | Princeton         | 1943               | 271 m (889 ft)       | Desmanchado em maio de 1971 |
| CV-38                                                                         | Shangri-La        | 1943               | 271 m (889 ft)       | Desmanchado em agosto de 1988 |
| CV-39                                                                         | Lake Champlain    | 1943               | 271 m (889 ft)       | Desmanchado em abril de 1972 |
| CV-40                                                                         | Tarawa            | 1944               | 271 m (889 ft)       | Desmanchado em outubro de 1968 |
| CV-45                                                                         | Valley Forge      | 1944               | 271 m (889 ft)       | Desmanchado em outubro de 1971 |
| CV-46                                                                         | Iwo Jima          | 1945               | 266 m (873 ft)       | Desmanchado ainda em construção em 1946                                                                                               |
| CV-47                                                                         | Philippine Sea    | 1944               | 271 m (889 ft)       | Desmanchado em março de 1971 |